# NGC 743
NGC 743 (другое обозначение — OCL 343) — рассеянное звёздное скопление в созвездии Кассиопея. Открыто Джоном Гершелем в 1829 году Описание Дрейера: «небогатое звёздное скопление». Также Дрейер отмечал, что этот объект внесён в каталог двойных звёзд, а не туманностей Джона Гершеля.
По данным фотометрических исследований, в скоплении содержится 10 звёзд, из звёздные величины — от 9-й до 13-й. Само скопление расположено на расстоянии 1060 парсек.
Этот объект входит в число перечисленных в оригинальной редакции «Нового общего каталога».